# Кольонія-Болеславець-Хрусцин
Кольонія-Болеславець-Хрусцин (пол. Kolonia Bolesławiec-Chróścin) — село в Польщі, у гміні Болеславець Верушовського повіту Лодзинського воєводства.
Населення — 124 особи (2011).

## Демографія
Демографічна структура станом на 31 березня 2011 року:
|          | Загалом | Допрацездатний вік | Працездатний вік | Постпрацездатний вік |
| -------- | ------- | ------------------ | ---------------- | -------------------- |
| Чоловіки | 62      | 9                  | 42               | 11                   |
| Жінки    | 62      | 8                  | 33               | 21                   |
| Разом    | 124     | 17                 | 75               | 32                   |